# Поли, Данте
Данте Поли (исп. Dante Eugenio Poli García род. 15 августа 1976, Арика) — чилийский футболист, выступавший на позиции центрального защитника. Известен своими выступлениями за клуб «Универсидад Католика», с которым выиграл два чемпионата Чили (1997, 2002) и Кубок Чили (1995).

## Биография
Данте Поли родился 15 августа 1976 года в Арике, Чили. Свою футбольную карьеру он начал в клубе «Универсидад Католика», где провёл восемь сезонов, сыграв 70 матчей и забив 4 гола. В 1997 году он стал чемпионом Чили, а в 2002 году повторил этот успех. В 1997 году Поли также прошёл испытания в английском клубе «Манчестер Юнайтед», сыграв в трёх товарищеских матчах, но контракт с ним подписан не был.
В 2002 году Поли перешёл в аргентинский клуб «Нуэва Чикаго», где провёл один сезон, сыграв 20 матчей и забив 1 гол. Затем он переехал в Европу, где выступал за греческий клуб «Скода Ксанти», но из-за отсутствия игровой практики вернулся в Чили, где играл за «Унион Эспаньола».
Завершил карьеру в 2006 году в клубе «Пуэрто-Рико Айлендерс».

### Международная карьера
Данте Поли выступал за молодёжные сборные Чили, с которыми занял третье место на чемпионате мира среди юношей до 17 лет в 1993 году. В 1997 году он дебютировал за основную сборную Чили, сыграв два матча: товарищеский против Армении и матч Кубка Америки против Эквадора.

### После завершения карьеры
После завершения игровой карьеры Поли работал спортивным комментатором на каналах ESPN Chile и Radio Futuro.